# Jabugo

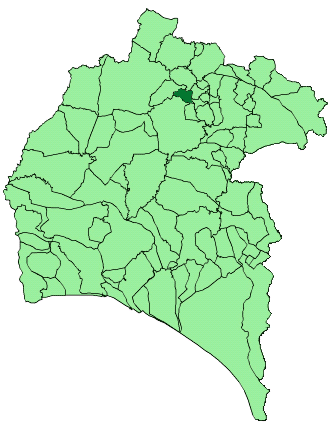
Localização de Jabugo

Jabugo é um município da Espanha na província de Huelva, comunidade autónoma da Andaluzia, de área 25 km² com população de 2435 habitantes (2007) e densidade populacional de 100,68 hab/km².

## Demografia
| Variação demográfica do município entre 1991 e 2004 | Variação demográfica do município entre 1991 e 2004 | Variação demográfica do município entre 1991 e 2004 | Variação demográfica do município entre 1991 e 2004 |
| --------------------------------------------------- | --------------------------------------------------- | --------------------------------------------------- | --------------------------------------------------- |
| 1991                                                | 1996                                                | 2001                                                | 2004                                                |
| 2510                                                | 2595                                                | 2550                                                | 2509                                                |